# 弗兰齐斯卡·贝特尔斯
弗兰齐斯卡·贝特尔斯（德語：Franziska Bertels，1986年10月24日—），德国女子雪车运动员。她曾代表德国参加国际雪车联合会世界锦标赛，获得二枚金牌、一枚银牌和一枚铜牌。